# Monti Chiricahua
I monti Chiricahua sono una catena montuosa dell'Arizona sud-orientale. La vetta più elevata, il Chiricahua Peak, raggiunge i 2975 m di quota, e si innalza per circa 1800 m sull'altopiano sottostante.

## Flora e fauna
I monti Chiricahua costituiscono un hotspot di biodiversità. Nell'area sono state censite 375 specie di uccelli, alcune endemiche della regione, e si trovano ocelot, giaguari, puma, armadilli dalle nove fasce, orsi neri e cervi della Virginia. L'area pianeggiante attorno ai monti è desertica o ricoperta da erbe tipiche della prateria, mentre ad altitudini più elevate si sviluppano foreste di pini gialli e abeti di Douglas.